# 科濟亞克山
科濟亞克山是東南歐的山峰，位於北馬其頓和塞爾維亞接壤的邊境，處於斯科普里東北面50公里，海拔高度1,284米，每年平均降雨量887毫米。